# Juana Ramírez Bustos
Juana Marcela Ramírez Bustos (Colombia, 21 de febrero de 1978) o Juana Ramírez es una empresaria colombiana naturalizada mexicana en 2016 que logró poner en el Cuadro Básico y Catálogo de Medicamentos del Consejo de Salubridad General de México un test genético para determinar el tratamiento del cáncer de mama, que reduce el sufrimiento de los pacientes y eleva la efectividad de la cura.

## Trayectoria
Estudió Psicología, tiene una Maestría en Administración de Negocios y es egresada del Programa de Alta Dirección del IPADE Business School. En 2009 fundó SOHIN, una empresa que atiende y acompaña pacientes con enfermedades crónico degenerativas, como el cáncer y la esclerosis múltiple. A través de su división Genethics, introdujo el primer test genómico en el Cuadro Básico y Catálogo de Medicamentos del Consejo de Salubridad General de México llamado Mammaprint que permite detectar si un paciente con cáncer de mama puede o no evitar un tratamiento de quimioterapia, para reducir su sufrimiento y elevar la efectividad del tratamiento indicado por el médico. Esta prueba está validada por la Food and Drugs Administration (FDA) de los Estados Unidos, desde 2007. Es emprendedora Endeavor, conferencista y mentora en temas de salud, emprendimiento y equidad de género. Creó la fundación Guerreros contra el Cáncer, que ayuda a pacientes y sus familiares que lidian con las consecuencias de esta enfermedad.

## Reconocimientos
- En 2017 obtuvo mención honorífica por parte de INADEM en la categoría Mujer Emprendedora.[12]
- La revista Expansión le otorgó una mención honorífica como emprendedora de alto impacto en la edición de Emprendedores 2017.[1]
- La Asociación Mexicana de Industrias de Investigación Farmacéutica (AMIIF), reconoció a SOHIN con el Premio al Emprendedor por un México con Acceso a la Salud, en 2017.[13]
- Nombrada como una de las 30 promesas de negocios de Forbes, en el ranking de las 100 Mujeres más Poderosas de México, en 2016.[14]
- Fue elegida como “Rockstar de la Innovación” por la revista Entrepreneur en 2017, por ser una de las empresarias que están revolucionando la manera de hacer negocios en México y el mundo.[15]
- En 2015 se convirtió en emprendedora de Alto Impacto de Endeavor México. https://endeavor.org/entrepreneur/juana-ramirez-bustos/
- Fue ganadora del premio anual de Ernest and Young “Entrepreneur of the year 2015”, en la categoría de empresa en desarrollo.[16]
- En 2012, su empresa SOHIN, fue certificada a nivel global por los estándares de calidad con la norma ISO 9001: 2008 por The International Certification Network.[17]